# Franska Division 1 1936/1937
Franska Division 1 1936/1937 vanns av Marseille.

## Grupp A
M = Spelade matcher; V = Vunna matcher; O = Oavgjorda matcher; F = Förlorade matcher; GM = Gjorda mål; IM = Insläppta mål; MSK = Målskillnad; P = Poäng
|  |                     |
|  | Franska mästare     |
|  | Nedflyttade Ligue 2 |

Marseille franska mästare 1936/1937.